# 五臺山國立公園
五臺山國立公園（：／ Odaesan Gungnip Gongwon */?）是位於韓國江原道江陵市、平昌郡、洪川郡的山岳型國立公園。此國家公園以境內的五臺山命名。1975年2月1日與德裕山國立公園被同時指定，總面積304平方公里。

## 沿革
- 1970年11月23日：名勝地第1號指定－溟州青鶴洞小金剛。
- 1975年2月1日：國立公園指定 (建設部公告第24號)。
- 1976年3月5日：五臺山國立公園事務所開所。
- 1987年7月1日：國立公園管理公團創立。
- 1987年8月5日：五臺山事務所開所成立。
- 2008年10月13日：國際重要濕地名錄指定－五臺山濕地 (濕地公約)。

## 關聯區域
- 江原道
  - 江陵市連谷面
  - 平昌郡珍富面
  - 洪川郡內面